# Jelcz 800

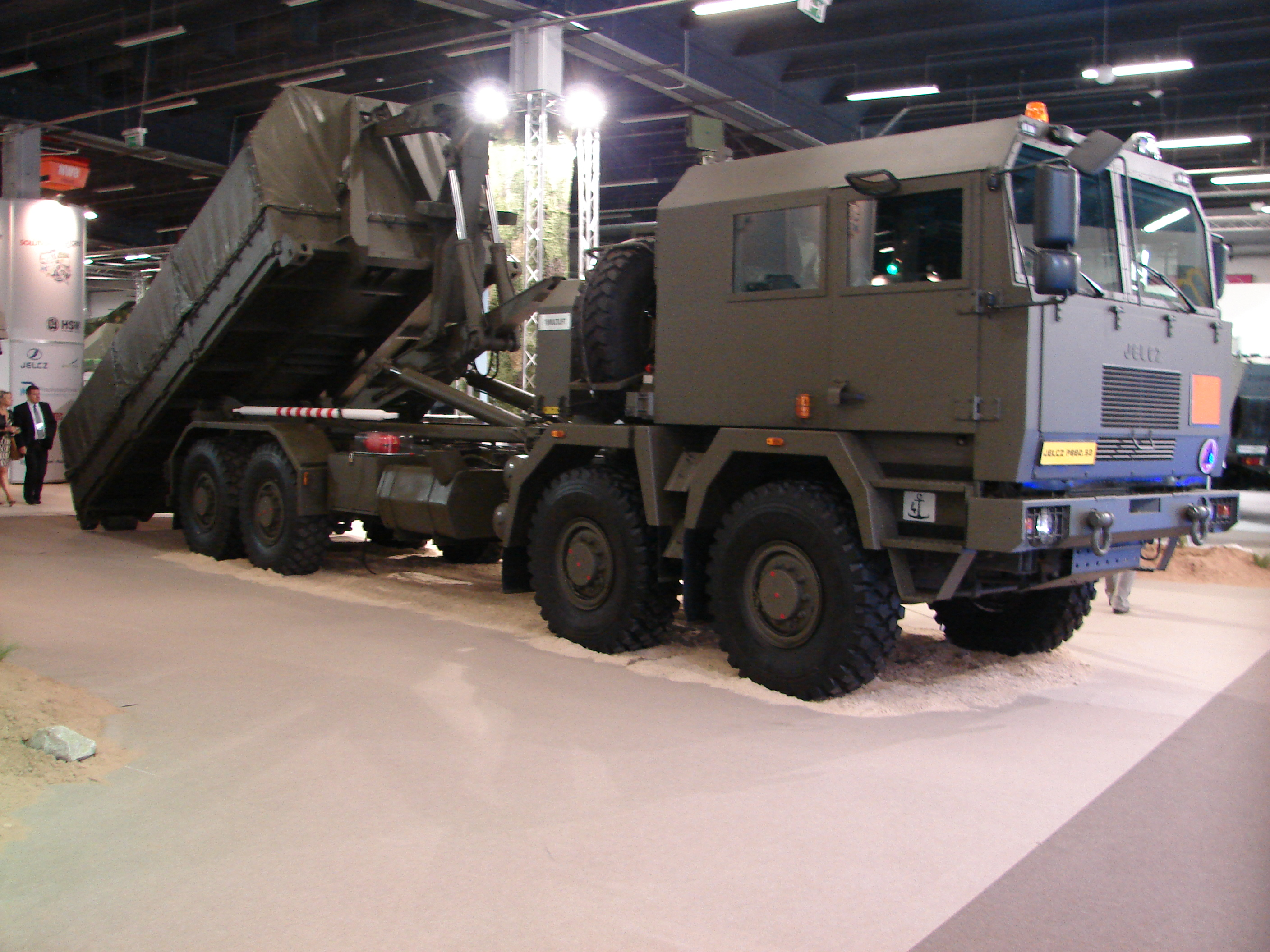
Jelcz P882D53 з системою Multilift

Jelcz 800 — серія військових польських вантажівок виробництва Jelcz. Вантажівка побудована на чотиривісному шасі, може мати колісні формули 8×8, 8×6 та 8×4. Вантажівка оснащена додатковою бронею, і пристосована для установки інтегрально броньованих 2-, 4- і 6-місних пасажирських кабін, у стандартній або заниженій висоті.

## Jelcz P882 D.43 / P882 D.53 (8x8)

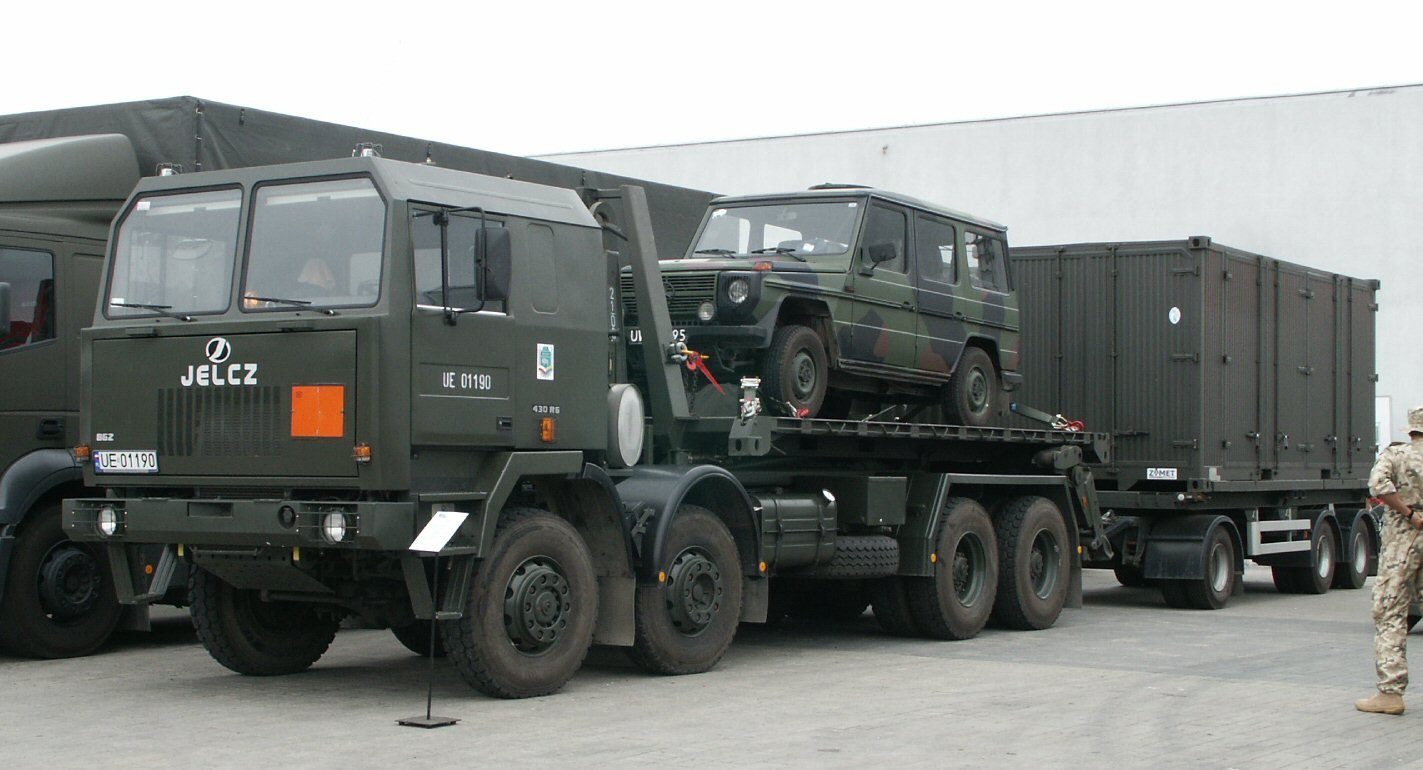
Jelcz P862 D.43 з системою Multilift

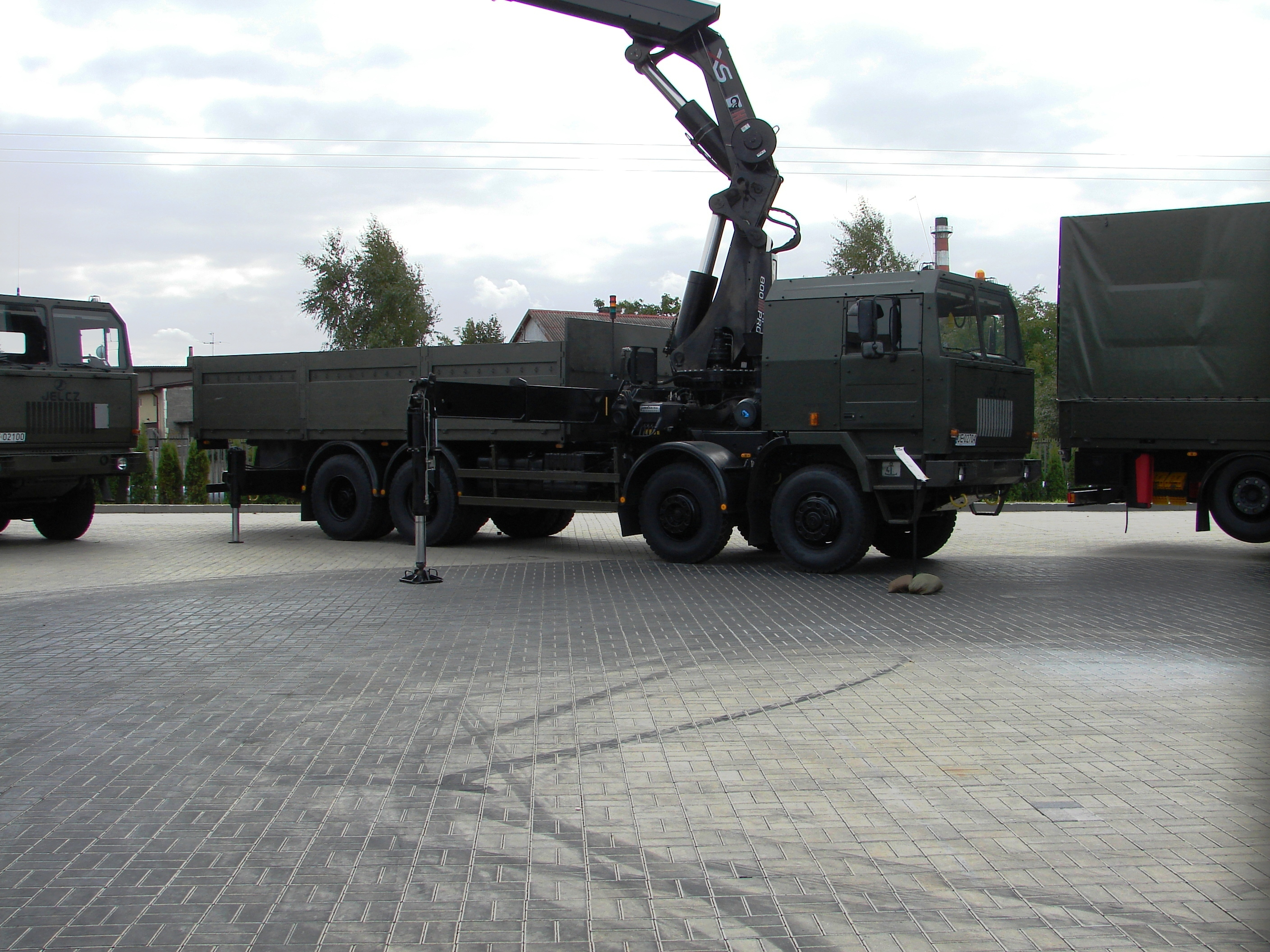
Jelcz S862 з маніпулятором Hiab

Випускається з 2010 року, чотиривісне шасі вантажівки з повним приводом (ходова частина 8x8) з високою рухливістю на бездоріжжі (з одинарними шинами для всіх осей), призначене для перевезення ADR, призначене для спеціалізованих кузовів, включаючи крани та самонавантажувальні машини системи. Максимальна загальна вага 32 т (технічна 35 т). Споряджена маса шасі 13-16,5 т в залежності від версії, довжина 11,845 м (шасі РЛС PIT TRS-15M), ширина 2,55 м і висота 3,305 м.
Приводом є турбодизель Iveco Cursor 10 EURO III з 430 к.с., 1900 Нм при 1050—1590 об/хв (Jelcz P882 D.43) або Iveco Cursor 13 з 540 к.с. / 397 кВт. (Jelcz P882 D.53), 16-ступінчасті механічні коробки передач. Додаткове обладнання — центральна система накачування шин (CTIS), фільтруючий пристрій, лебідка. Броньована кабіна з балістичним захистом на рівні 1 (згідно STANAG 4569)
У 2010 році Військо Польське придбало перші 2 машини P882D.43 з розробкою радіолокаційної станції TRS-15C Odra-C для берегової ракетної ескадрильї. В якості боєприпасу для програми Regina була обрана версія P882D.53 з гачковою самозарядною системою — САУ «Краб». У 2019 році військові підписали контракт на поставку 24 артилерійських боєприпасів на шасі P882 D.53 для самохідних мінометів «Рак» (по 3 на вогневий модуль роти).

## Jelcz P862 D.43 (8x6)
Шасі вантажівки (версія з вантажним ящиком з маркуванням S862 D.43), чотиривісне з приводом три-чотири (ходова частина 8х6) з підвищеною рухливістю на бездоріжжі (з подвійними шинами на задніх осях), ADR проектування, призначене для спеціалізованих кузовів, включаючи будівництво кранів і самонавантажувальних систем. Максимальна загальна маса 30,05 т. Споряджена маса шасі 12,3-14 т залежно від версії, довжина 9,335 — 11,500 м, ширина 2,55 м і висота 3,305 м.
Привід — двигун Iveco Cursor 10 потужністю 430 к.с., 1900 Нм при 1050—1590 об/хв (Jelcz P882 D.43), 16-ступінчаста механічна коробка передач. Висока кабіна, пристосована до установки додаткової броні. До 2011 року Збройні Сили Республіки Польща закупили 61 одиницю.
У 2014 році Єврокорпусу було передано 12 автомобілів P862 D.43 з системою завантаження Multilift Mk IV.

## Jelcz P842 D.43 (8x4)
Шасі вантажівки (версія з вантажним ящиком з маркуванням S842 D.43), чотиривісне з приводом на дві з чотирьох осей (ходова частина 8x4), дорожня, версія ADR, призначена для спеціалізованих кузовів, включаючи кузови кранів і самозавантажувальні системи 30,05 т (технічні 38 т). Споряджена маса шасі 12,3-13 т в залежності від версії, довжина 9,335 — 11,500 м, ширина 2,55 м і висота 3,305 м.
Приводом є двигун Iveco Cursor 10 потужністю 430 к.с., 1900 Нм при 1050—1590 об/хв (Jelcz P842 D.43), у старих версіях також двигуни Steyr (MAN), 16-ступінчасті механічні коробки передач. Стандартна висока кабіна або адаптована під установку додаткової броні.